# PL-10 (ASR)
O PL-10 (chinês simplificado: 霹雳-10, pinyin: Pī Lì-10, lit. ‘Relâmpago-10’) é um míssil ar-ar guiado por infravermelho (AAM), desenvolvido pela República popular da China. Ele foi projetado pelo Dr. Liang Xiaogeng (梁晓庚) no Centro Eletro-Óptico Luoyang, que também é conhecido como Instituto 612 e foi renomeado em 2002, como Instituto de Pesquisa de Mísseis Ar-Ar Guiados da China (中国空空导弹研究院). O desenvolvimento do míssil começou em 2004, para uso em caças furtivos como o J-20.

## Design
O míssil é equipado com uma cabeça de busca multi-elemento guiado por raio infravermelho capaz de busca em ângulos de +/-90 graus. O míssil teleguiado pode ser homologado a um Helmet Mounted Display (HMD), permitindo que o piloto rastreie um alvo além do radar de varredura de aeronave usando a capacidade angular do míssil, obtida pelo piloto, virando a cabeça em direção ao alvo para o travar o alvo, técnica mais conhecida como "olhar e atirar". O voo é controlado por motor de foguete com empuxo vetorado e superfícies de cauda e aleta par controlarem a direção de voo.